# Ruth Nkweti
Ruth Nkweti de son nom complet Ruth Ngelaah Ngem Nkweti, née le 26 janvier 1989 à Awing, est une actrice, réalisatrice et scénariste camerounaise.

## Biographie

### Naissance et études
Ruth Nkweti naît le 26 janvier 1989 à Awing dans la région du Nord-Ouest du Cameroun. Elle commence sa scolarité à l'école catholique de Laduma, avant de poursuivre ses études secondaires à la PSS Mankon et à la PSS Bafut High School. Elle est diplômée de l'université de Buéa en sciences politiques.

### Carrière
Ruth Nkweti commence sa carrière cinématographique en 2008 avec le court métrage Risky, produit par Clear Planet Pictures, dans lequel elle tient le rôle principal. Elle joue ensuite dans plusieurs films dont Obsession, qui l'a fait connaître, Gone, Deceit, On the Brim, Troubled Kingdom, Vendetta et, plus récemment, A Little Lie, A Little Kill, sorti en 2020.

## Filmographie
- 2008 : Risky
- 2011 : Obsession
- 2013 : Gone
- 2014 : Deceit
- 2017 : On the Brim
- 2018 : Troubled Kingdom
- 2018 : Aloche
- 2019 : Vendetta
- 2019 : Seven
- 2020 : A Little, A Little Kill
- 2020 : Last Tango in Abuja

## Distinction
- 2012 : Nomination pour la « meilleure actrice » aux Zulu Africa Film Academy Awards (ZAFAA) à Londres[1]
- 2012 : Nomination pour le prix de la meilleure actrice aux Cameroon Entertainment Awards (CEA) 2012 aux États-Unis[2]
- 2012 : Nomination dans la catégorie « Meilleure actrice » au DAMA 2012 à Bamenda[2].
- 2012 : Lauréate du prix de la meilleure actrice montante au CMMA de Buéa[2]

## Inspirations
Dans le cinéma camerounais, elle admire l'actrice Solange Yijika, qu'elle considère comme un modèle de talent. Au niveau international, elle s'inspire d'actrices comme la Nigériane Genevieve Nnaji et l'Américaine Cameron Diaz.